# Hamad Rakea al-Anezi
Hamad Rakea al-Anezi (* 22. April 1984) ist ein bahrainischer Fußballspieler. Der Mittelfeldspieler spielte zuletzt beim Al-Riffa SC. Er war bahrainischer Nationalspieler.
Er spielt seit 2004 bei Riffa. 2005 wurde er mit dem Verein bahrainischer Meister. Von März bis Mai 2007 stand er bei al-Arabi in Kuwait unter Vertrag. Im April war aber ein Dopingtest von ihm positiv auf 19-Nortestosteron, weswegen er 2008 für zwei Jahre gesperrt wurde. Nach seiner Sperre wurde er mit Riffa 2012 nochmal bahrainischer Meister.
Zwischen 2004 und 2012 wurde er 45-mal in die Nationalmannschaft berufen.